# Saison 1999-2000 de l'AS Saint-Étienne
Chronologie
Saison précédente Saison suivante
La saison 1999-2000 de l'AS Saint-Étienne signe le retour du club en Division 1.

## Équipe professionnelle

### Mercato
| Nom                  | Nationalité | Poste     | Transfert   | Provenance/Destination | Division                                |
| -------------------- | ----------- | --------- | ----------- | ---------------------- | --------------------------------------- |
| Arrivées             |             |           |             |                        |                                         |
| Philippe Montanier   |             | Gardien   | Transfert   | FC Gueugnon            | Division 2                              |
| Bjorn Tore Kvarme    |             | Défenseur | Transfert   | Liverpool FC           | Premier League                          |
| Jean-Guy Wallemme    |             | Défenseur | Transfert   | FC Sochaux             | Division 1                              |
| Francis Llacer       |             | Milieu    | Prêt        | Paris SG               | Division 1                              |
| Guel                 |             | Milieu    | Transfert   | Olympique de Marseille | Division 1                              |
| Stéphane Pédron      |             | Milieu    | Transfert   | Lorient                | Division 1                              |
| David Grondin        |             | Milieu    | Prêt        | Arsenal                | Premier League                          |
| Alex Dias de Almeida |             | Attaquant | Transfert   | Goias                  | Brasileirão                             |
| José Aloisio         |             | Attaquant | Transfert   | Goias                  | Brasileirão                             |
| Loïc Chavériat       |             | Attaquant | Transfert   | Louhans-Cuiseaux       | National                                |
| Vincent Péricard     |             | Attaquant | -           | -                      | Formé au club                           |
| Départs              |             |           |             |                        |                                         |
| Gilles Leclerc       |             | Défenseur | Transfert   | ASOA Valence           | Division 2                              |
| Claude Fichaux       |             | Défenseur | Transfert   | Le Mans                | Division 2                              |
| Mickaël Pontal       |             | Défenseur | -           | -                      | N’a pas joué avec les pros cette saison |
| Cédric Horjak        |             | Milieu    | Transfert   | Lausanne               | Ligue Nationale A                       |
| Baptiste Lafleuriel  |             | Milieu    | -           | -                      | N’a pas joué avec les pros cette saison |
| Marc Zanotti         |             | Milieu    | Retour prêt | Bordeaux               | Division 1                              |
| Sébastien Riou       |             | Milieu    | Transfert   | Pontivy                | CN 2                                    |
| Eric Obinna          |             | Attaquant | Transfert   | Red Star               | National                                |
| Adrien Ponsard       |             | Attaquant | Transfert   | Nîmes                  | Division 2                              |
| Fabrice Lepaul       |             | Attaquant | Retour prêt | AJ Auxerre             | Division 2                              |
| Blaise Mamoun        |             | Attaquant | Transfert   | Red Star               | National                                |
| Christophe Robert    |             | Attaquant | -           | -                      | Fin de sa carrière                      |
| Pape Thiaw           |             | Attaquant | Transfert   | Istres                 | National                                |
| Samba N'Diaye        |             | Attaquant | Transfert   | Amiens SC              | Division 2                              |

| Nom           | Nationalité | Poste  | Transfert | Provenance/Destination | Division   |
| ------------- | ----------- | ------ | --------- | ---------------------- | ---------- |
| Arrivées      |             |        |           |                        |            |
| Bruno Carotti |             | Milieu | Prêt      | Paris SG               | Division 1 |
| Alain Masudi  |             | Milieu | Transfert | Nîmes                  | Division 2 |

## Championnat

### Matchs aller
| Date       | N o | Adversaire             | Lieu | Résultat | Buteurs pour Saint-Étienne             | Points | Classement |
| ---------- | --- | ---------------------- | ---- | -------- | -------------------------------------- | ------ | ---------- |
| 30/07/1999 | J01 | AS Monaco FC           | Ext. | 2 – 2    | Pédron 17e, Aloisio 51e                | 1      | 8          |
| 06/08/1999 | J02 | FC Nantes              | Dom. | 0 - 2    | -                                      | 1      | 15         |
| 15/08/1999 | J03 | Olympique de Marseille | Ext. | 3 – 3    | Pedron 38e 60e Sarr 86e                | 2      | 15         |
| 20/08/1999 | J04 | Nancy                  | Dom. | 2 - 1    | Alex 64e, Aloisio 79e                  | 5      | 11         |
| 28/08/1999 | J05 | Sedan                  | Ext. | 3 - 2    | Sarr 7e, Aloisio 15e                   | 5      | 14         |
| 11/09/1999 | J06 | Le Havre AC            | Dom. | 3 – 3    | Alex 6e, Guel 14e (pen.), Potillon 69e | 6      | 16         |
| 18/09/1999 | J07 | AJ Auxerre             | Ext. | 2 - 1    | Alex 50e                               | 6      | 16         |
| 26/09/1999 | J08 | RC Lens                | Ext. | 0 - 2    | Alex 26e, Aloisio 42e                  | 9      | 12         |
| 02/10/1999 | J09 | SC Bastia              | Dom. | 1 – 1    | Alex 3e                                | 10     | 12         |
| 13/10/1999 | J10 | Montpellier            | Ext. | 0 - 1    | Alex 65e                               | 13     | 8          |
| 16/10/1999 | J11 | Troyes                 | Dom. | 1 - 0    | Alex 68e                               | 16     | 7          |
| 23/10/1999 | J12 | Stade rennais FC       | Ext. | 4 - 1    | Pédron 24e                             | 16     | 9          |
| 30/10/1999 | J13 | FC Metz                | Dom. | 2 - 0    | Alex 43e, Subiat 69e                   | 19     | 7          |
| 06/11/1999 | J14 | Paris SG               | Ext. | 2 - 0    | -                                      | 19     | 10         |
| 10/11/1999 | J15 | Olympique lyonnais     | Dom. | 1 – 1    | Pedron 8e                              | 20     | 10         |
| 19/11/1999 | J16 | Bordeaux               | Ext. | 1 - 2    | Pédron 5e, Boudarene 76e               | 23     | 7          |
| 27/11/1999 | J17 | RC Strasbourg          | Dom. | 0 - 1    | -                                      | 23     | 9          |

### Matchs retour
| Date       | N o | Adversaire             | Lieu | Résultat | Buteurs pour Saint-Étienne                         | Points | Classement |
| ---------- | --- | ---------------------- | ---- | -------- | -------------------------------------------------- | ------ | ---------- |
| 03/12/1999 | J18 | FC Nantes              | Ext. | 0 - 1    | Aloisio 34e                                        | 26     | 9          |
| 12/12/1999 | J19 | Olympique de Marseille | Dom. | 5 - 1    | Alex 4e 19e 27e 61e, Potillon 10e                  | 29     | 5          |
| 18/12/1999 | J20 | Nancy                  | Ext. | 1 - 0    | -                                                  | 29     | 6          |
| 12/01/2000 | J21 | Sedan                  | Dom. | 2 - 3    | Pédron 72e, Sablé 77e                              | 29     | 6          |
| 15/01/2000 | J22 | Le Havre AC            | Ext. | 0 - 1    | -                                                  | 29     | 7          |
| 26/01/2000 | J23 | AJ Auxerre             | Dom. | 0 – 0    | -                                                  | 30     | 8          |
| 02/02/2000 | J24 | RC Lens                | Dom. | 0 - 2    | -                                                  | 30     | 11         |
| 05/02/2000 | J25 | SC Bastia              | Ext. | 4 - 0    | -                                                  | 30     | 12         |
| 16/02/2000 | J26 | Montpellier            | Dom. | 5 - 4    | Pédron 26e, Aloisio 30e 82e, Alex 38e, Carotti 45e | 33     | 12         |
| 26/02/2000 | J27 | Troyes                 | Ext. | 0 - 1    | Potillon 4e                                        | 36     | 11         |
| 11/03/2000 | J28 | Stade rennais FC       | Dom. | 1 - 0    | Potillon 53e                                       | 39     | 8          |
| 25/03/2000 | J29 | FC Metz                | Ext. | 1 – 1    | Mettomo 10e                                        | 40     | 8          |
| 08/04/2000 | J30 | Paris SG               | Dom. | 1 – 1    | Masudi 37e                                         | 41     | 9          |
| 14/04/2000 | J31 | Olympique lyonnais     | Ext. | 0 – 0    | -                                                  | 42     | 8          |
| 29/04/2000 | J32 | Bordeaux               | Dom. | 1 - 2    | Alex 54e                                           | 42     | 10         |
| 04/05/2000 | J33 | RC Strasbourg          | Ext. | 0 - 1    | Alex 38e                                           | 45     | 9          |
| 13/05/2000 | J34 | AS Monaco FC           | Dom. | 3 - 1    | Wallemme 12e, Christanval 19e (csc), Guel 44e      | 48     | 6          |

### Classement
| Place | Club                   | Points | Joués | Victoires | Nuls | Défaites | Buts pour | Buts contre | Différence |
| ----- | ---------------------- | ------ | ----- | --------- | ---- | -------- | --------- | ----------- | ---------- |
| 1     | AS Monaco              | 65     | 34    | 20        | 5    | 9        | 69        | 38          | 31         |
| 2     | Paris SG               | 58     | 34    | 16        | 10   | 8        | 54        | 40          | 14         |
| 3     | Olympique lyonnais     | 56     | 34    | 16        | 8    | 10       | 45        | 42          | 3          |
| 4     | Girondins de Bordeaux  | 54     | 34    | 15        | 9    | 10       | 52        | 40          | 12         |
| 5     | RC Lens                | 49     | 34    | 14        | 7    | 13       | 42        | 41          | 1          |
| 6     | AS Saint-Étienne       | 48     | 34    | 13        | 9    | 12       | 46        | 47          | -1         |
| 7     | CS Sedan-Ardennes      | 48     | 34    | 13        | 9    | 12       | 43        | 44          | -1         |
| 8     | AJ Auxerre             | 47     | 34    | 13        | 8    | 13       | 37        | 39          | -2         |
| 9     | RC Strasbourg          | 46     | 34    | 13        | 7    | 14       | 42        | 52          | -10        |
| 10    | SC Bastia              | 45     | 34    | 11        | 12   | 11       | 43        | 39          | 4          |
| 11    | FC Metz                | 44     | 34    | 9         | 17   | 8        | 38        | 33          | 5          |
| 12    | FC Nantes              | 43     | 34    | 12        | 7    | 15       | 39        | 40          | -1         |
| 13    | Stade rennais          | 43     | 34    | 12        | 7    | 15       | 44        | 48          | -4         |
| 14    | A Troyes AC            | 43     | 34    | 13        | 4    | 17       | 36        | 52          | -16        |
| 15    | Olympique de Marseille | 42     | 34    | 9         | 15   | 10       | 45        | 45          | 0          |
| 16    | AS Nancy-Lorraine      | 42     | 34    | 11        | 9    | 14       | 43        | 45          | -2         |
| 17    | Le Havre AC            | 34     | 34    | 9         | 7    | 18       | 30        | 52          | -22        |
| 18    | Montpellier HSC        | 31     | 34    | 7         | 10   | 17       | 39        | 50          | -11        |

 Victoire à 3 points.

## Coupe de France

### Tableau récapitulatif des matchs
| Date       | N o              | Adversaire  | Lieu                                  | Résultat     | Buteurs pour Saint-Étienne  | Suite                           |
| ---------- | ---------------- | ----------- | ------------------------------------- | ------------ | --------------------------- | ------------------------------- |
| 22/01/2000 | 32èmes de finale | FC Grenoble | Stade Lesdiguieres,Grenoble           | 1 - 2 ap     | Fayolle 78e, Alex Dias 104e | Qualifiés pour le prochain tour |
| 11/02/2000 | 16èmes de finale | Lorient     | Stade Geoffroy-Guichard,Saint-Étienne | 0- 0 3-4 tab | -                           | Éliminés                        |

## Coupe de la Ligue

### Tableau récapitulatif des matchs
| Date       | N o         | Adversaire  | Lieu | Résultat | Buteurs pour Saint-Étienne            | Suite                           |
| ---------- | ----------- | ----------- | ---- | -------- | ------------------------------------- | ------------------------------- |
| 09/01/2000 | 1/16e de f. | FC Nantes   | Dom. | 3 - 1    | S.Pédron 9e, Alex 19e, P.Revelles 36e | Qualifiés pour les 8e de finale |
| 29/01/2000 | 1/8e de f.  | Red Star 93 | Dom. | 1 - 3    | S.Pédron 58e                          | Éliminés                        |

## Statistiques

### Buteurs
| Place | Nom                  | Division 1 | Coupe de France | Coupe de la Ligue | TOTAL des BUTS |
| 1     | Alex Dias de Almeida | 15 buts    | 1 but           | 1 but             | 17 buts        |
| 2     | Stéphane Pédron      | 8 buts     | -               | 2 buts            | 10 buts        |
| 3     | José Aloisio         | 7 buts     | -               | -                 | 7 buts         |
| 4     | Lionel Potillon      | 4 buts     | -               | -                 | 4 buts         |
| 5     | Pape Sarr            | 2 buts     | -               | -                 | 2 buts         |
| 5     | Tchiressoua Guel     | 2 buts     | -               | -                 | 2 buts         |
| 7     | Lucien Mettomo       | 1 but      | -               | -                 | 1 but          |
| 7     | Jean-Guy Wallemme    | 1 but      | -               | -                 | 1 but          |
| 7     | Bruno Carotti        | 1 but      | -               | -                 | 1 but          |
| 7     | Julien Sablé         | 1 but      | -               | -                 | 1 but          |
| 7     | Fabien Boudarene     | 1 but      | -               | -                 | 1 but          |
| 7     | Alain Masudi         | 1 but      | -               | -                 | 1 but          |
| 7     | Bertrand Fayolle     | -          | 1 but           | -                 | 1 but          |
| 7     | Patrick Revelles     | -          | -               | 1 but             | 1 but          |
| 7     | Nestor Subiat        | 1 but      | -               | -                 | 1 but          |
| #     | contre son camp      | 1 but      | -               | -                 | 1 but          |
| Total | 15 buteurs           | 46 buts    | 2 buts          | 4 buts            | 52 buts        |

Date de mise à jour : le 30 novembre 2014.

### Cartons  jaunes
| Place | Nom                  | Ligue 1    | Coupe de France | Coupe de la Ligue | TOTAL des CARTONS JAUNES |
| 1     | Lucien Mettomo       | 10 cartons | -               | -                 | 10 cartons               |
| 2     | Pape Sarr            | 8 cartons  | -               | -                 | 8 cartons                |
| 2     | José Aloisio         | 7 cartons  | 1 carton        | -                 | 8 cartons                |
| 4     | Stéphane Pédron      | 6 cartons  | -               | -                 | 6 cartons                |
| 4     | Francis Llacer       | 5 cartons  | 1 carton        | -                 | 6 cartons                |
| 6     | Lionel Potillon      | 5 cartons  | -               | -                 | 5 cartons                |
| 6     | Julien Sablé         | 5 cartons  | -               | -                 | 5 cartons                |
| 6     | Bjørn Tore Kvarme    | 5 cartons  | -               | -                 | 5 cartons                |
| 9     | Fabien Boudarene     | 4 cartons  | -               | -                 | 4 cartons                |
| 10    | Jean-Guy Wallemme    | 3 cartons  | -               | -                 | 3 cartons                |
| 11    | Tchiressoua Guel     | 2 cartons  | -               | -                 | 2 cartons                |
| 11    | Stéphane Hernandez   | 2 cartons  | -               | -                 | 2 cartons                |
| 11    | Kader Ferhaoui       | 2 cartons  | -               | -                 | 2 cartons                |
| 14    | Nestor Subiat        | 1 carton   | -               | -                 | 1 carton                 |
| 14    | Yann Dobo            | -          | 1 carton        | -                 | 1 carton                 |
| 14    | Romarin Billong      | 1 carton   | -               | -                 | 1 carton                 |
| 14    | Bruno Carotti        | 1 carton   | -               | -                 | 1 carton                 |
| 14    | Bertrand Fayolle     | 1 carton   | -               | -                 | 1 carton                 |
| 14    | Patrick Guillou      | 1 carton   | -               | -                 | 1 carton                 |
| 14    | Gilles Leclerc       | 1 carton   | -               | -                 | 1 carton                 |
| 14    | Alex Dias de Almeida | 1 carton   | -               | -                 | 1 carton                 |
| Total | 21 joueurs avertis   | 66 cartons | 3 cartons       | -                 | 69 cartons               |

Date de mise à jour : le 1er décembre 2014.

### Cartons rouges
| Place | Nom                | Ligue 1      | Coupe de France | Coupe de la Ligue | TOTAL des CARTONS ROUGES |
| 1     | Tchiressoua Guel   | 2 expulsions | -               | -                 | 2 expulsions             |
| 2     | Stéphane Hernandez | 1 expulsion  | -               | -                 | 1 expulsion              |
| 2     | José Aloisio       | 1 expulsion  | -               | -                 | 1 expulsion              |
| Total | 3 expulsés         | 4 expulsions | -               | -                 | 4 expulsions             |

Date de mise à jour : le 1er décembre 2014.

## Affluence
Affluence de l'AS Saint-Étienne à domicile